# Louis Marin
Louis Marin (La Tronche,  22 de mayo de 1931 - París, 29 de octubre de 1992), fue un filósofo, historiador, semiólogo y crítico de arte francés, muy reconocido en la segunda mitad del siglo XX.

## Trayectoria
Louis Marin fue admitido para prepararse en la Escuela Normal Superior de la parisina calle Ulm, en 1950,. Pronto obtuvo una licenciatura en la Sorbona en 1952, y logró la agregación de inmediato, en 1953.
Tras varios años de enseñanza, Marin ocupó puestos en el Ministerio de asuntos exteriores, en Turquía, como consejero de la embajada 1961-1964. A continuación, dirigió el Instituto francés de Londres 1964-1967.
Finalizado ese periplo, se dedicó a la enseñanza superior, como profesor de la universidad Paris-Nanterre, y de artes plásticas en París 1 (Panthéon-Sorbonne), en el período 1967-1970. Luego se trasladó a la Universidad de San Diego, en California, donde estuvo en 1970-1974.
Por otra parte, en 1973, hizo el doctorado de Estado, y siguió su carrera como profesor de literatura francesa en la Johns-Hopkins University, de 1974-1977 (que le sigue recordando en actividades periódicas). A continuación fue director de estudios en la École des hautes études en sciences sociales (EHESS), en 1978; y director del Centro de investigación sobre las artes y el lenguaje (EHESS-CNRS), en 1987.

## Ideas
La obra de Louis Marin, es muy dispar y profusa. Cabe definirla como una historia de los sistemas de signos, como decía en el título de su curso en la EHESS; o más concretamente como un análisis político de la representación, a partir de determinadas obras.
Su trabajo consiste en buena medida en una relectura al tiempo semiológica y política del siglo XVII francés (llamado el periodo "clásico" en Francia), que como mostró Foucault en Las palabras y las cosas fue el momento esencial resaltando la teoría de la representación,: Utopiques: jeux d'espaces, a partir básicamente del análisis de Utopía de Tomás Moro, y De la représentation son obras muy explícitas de esa preocupación. Para ello, había estudiado mucho y analizado la Lógica de Port Royal.
Louis Marin tuvo menos eco que algunos de sus amigos, entre los que destacan Jacques Derrida, Jean-François Lyotard y Michel de Certeau. Sus obras parecen menos teóricas y más comentarios de textos literarios o filosóficos, y se refieren a la literatura, al arte, a aspectos sociales muy distintos. Pero su influjo se deja sentir en historiadores (Christian Jouhaud), historiadores del arte (Daniel Arasse), y crítico literarios (Hélène Merlin-Kajman).

## Obras
- Études sémiologiques: Écritures, peintures (1971; reed. Klincksieck, 2005).    Trad. esp.: Estudios semiológicos: la lectura de la imagen, Madrid, Alberto Corazón, 1978 ISBN 978-84-7053-192-7
- Sémiotique de la Passion, topiques et figures (Desclée de Brouwer / Aubier-Montaigne, 1971)
- Le Récit évangélique, con Cl. Chabrol (Aubier-Montaigne, 1972)
- Utopiques: jeux d'espaces (Minuit, 1973). Trad. esp.: Utópicas: Juegos de espacios, Madrid, Siglo XXI, 1975 ISBN 978-84-323-0207-7.
- La Critique du discours (Éditions de Minuit, 1975)
- Détruire la peinture (Éditions Galilée, 1977)
- Le récit est un piège (Éditions de Minuit, 1978)
- Le Portrait du roi (Éditions de Minuit, 1981)
- La Voix excommuniée. Essais de mémoire (Éditions Galilée, 1981)
- La Parole mangée et autres essais théologico-politiques (Klincksieck, 1986)
- Jean-Charles Blais, du figurable en peinture (Éditions Blusson, 1988)
- Opacité de la peinture. Essais sur la représentation en Quattrocento (Éditions Usher, 1989; y Éditions de l'EHESS, nueva edición, 2006)
- Lectures traversières (Albin Michel, 1992)
- De la représentation (Seuil, 1993)
- Des pouvoirs de l’image obra póstume publicada en 1993.
- Philippe de Champaigne, ou, La présence cachée (Hazan, 1995)
- Pascal et Port-Royal (PUF, 1997)
- De l'entretien (Minuit, 1997)
- Sublime Poussin (Seuil, 1998)
- L’Écriture de soi (PUF, 1999)
- Politiques de la représentation (Kime, 2005)
- Opacité de la peinture. Essais sur la représentation en Quattrocento